# Viminacium Lumen meum
Viminacium Lumen meum је смотра глумачких остварења која се одржава од 2008. године у Костолцу и на којој учествују аматерска позоришта из целе Србије.
Смотра је настала на иницијативу двојице заљубљеника у „даске које живот значе", Ненада Деспотовића и Радомира Ђорђевића, а уз помоћ Драгана Павловића, 2008. године, када се покреће продукција Позоришта . Првенац те године, била је представа Вирус Синише Ковачевића у режији Радомира Ђорђевића. 
Наредне, 2009. године, по први пут се организује смотра аматерских позоришта, где се награђују најбоља глумачка остварења. На њој су учествовала између осталих позоришта из Петровца на Млави, Малог Црнића, Великог Градишта, Богатића, Пожаревца, Велике Плане, Смедеревске Паланке...